# Arp (Texas)
Arp é uma cidade localizada no estado norte-americano do Texas, no Condado de Smith.

## Demografia
Segundo o censo norte-americano de 2000, a sua população era de 901 habitantes. 
Em 2006, foi estimada uma população de 940, um aumento de 39 (4.3%).

## Geografia
De acordo com o United States Census Bureau tem uma área de 
6,3 km², dos quais 6,3 km² cobertos por terra e 0,0 km² cobertos por água.

## Localidades na vizinhança
O diagrama seguinte representa as localidades num raio de 16 km ao redor de Arp. 